# إسبن لاي هانسن
إسبن لاي هانسن (بالنرويجية: Espen Lie Hansen) مواليد 1 مارس 1989 في درامن، هو لاعب كرة يد نرويجي يلعب كظهير أيسر. مثل منتخب النرويج لكرة اليد.

## المسيرة الاحترافية
لعب مع نادي درامن لكرة اليد في سنة 2011، ثم لعب مع نادي دونكيرك لكرة اليد في الدوري الفرنسي من سنة 2012 إلى 2014، ثم انضم إلى نادي ماغديبورغ لكرة اليد في الدوري الألماني في موسم 2014–2015، ثم انضم إلى بريغنز في موسم 2015–2016.

## سجل المنافسة
شارك في البطولات التالية:
- بطولة أوروبا لكرة اليد للرجال 2012
- بطولة أوروبا لكرة اليد للرجال 2014
- بطولة أوروبا لكرة اليد للرجال 2016

## معرض صور

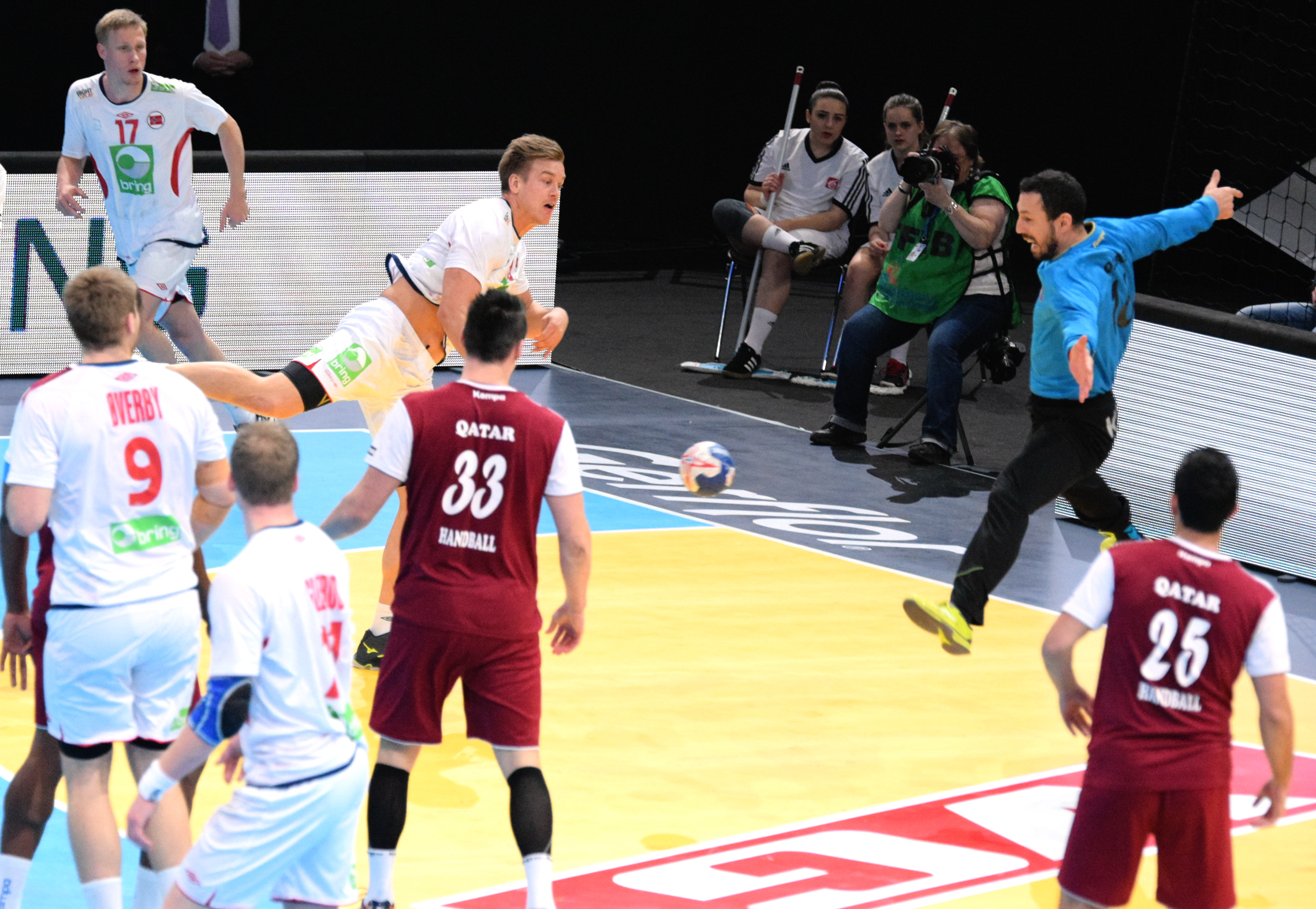
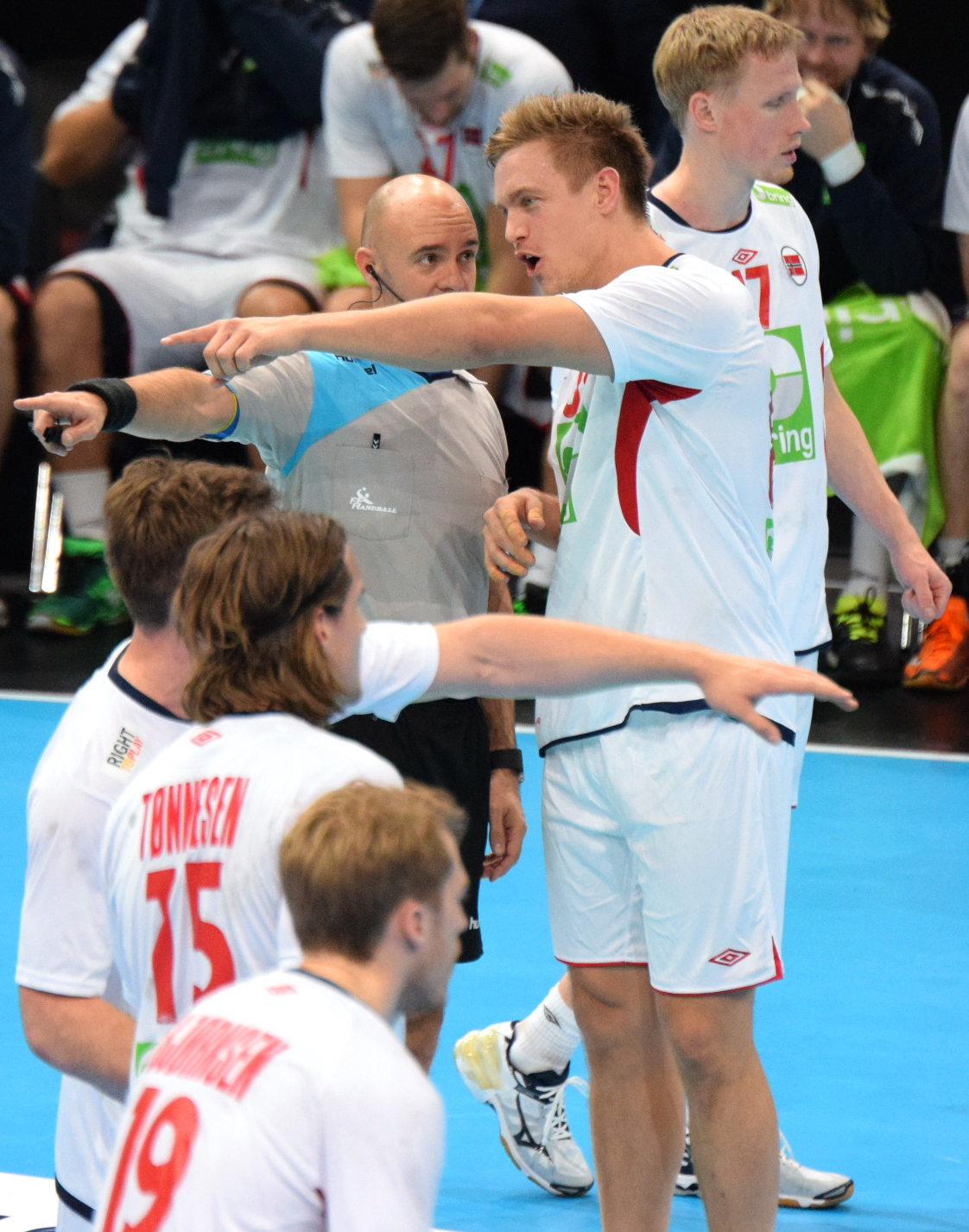
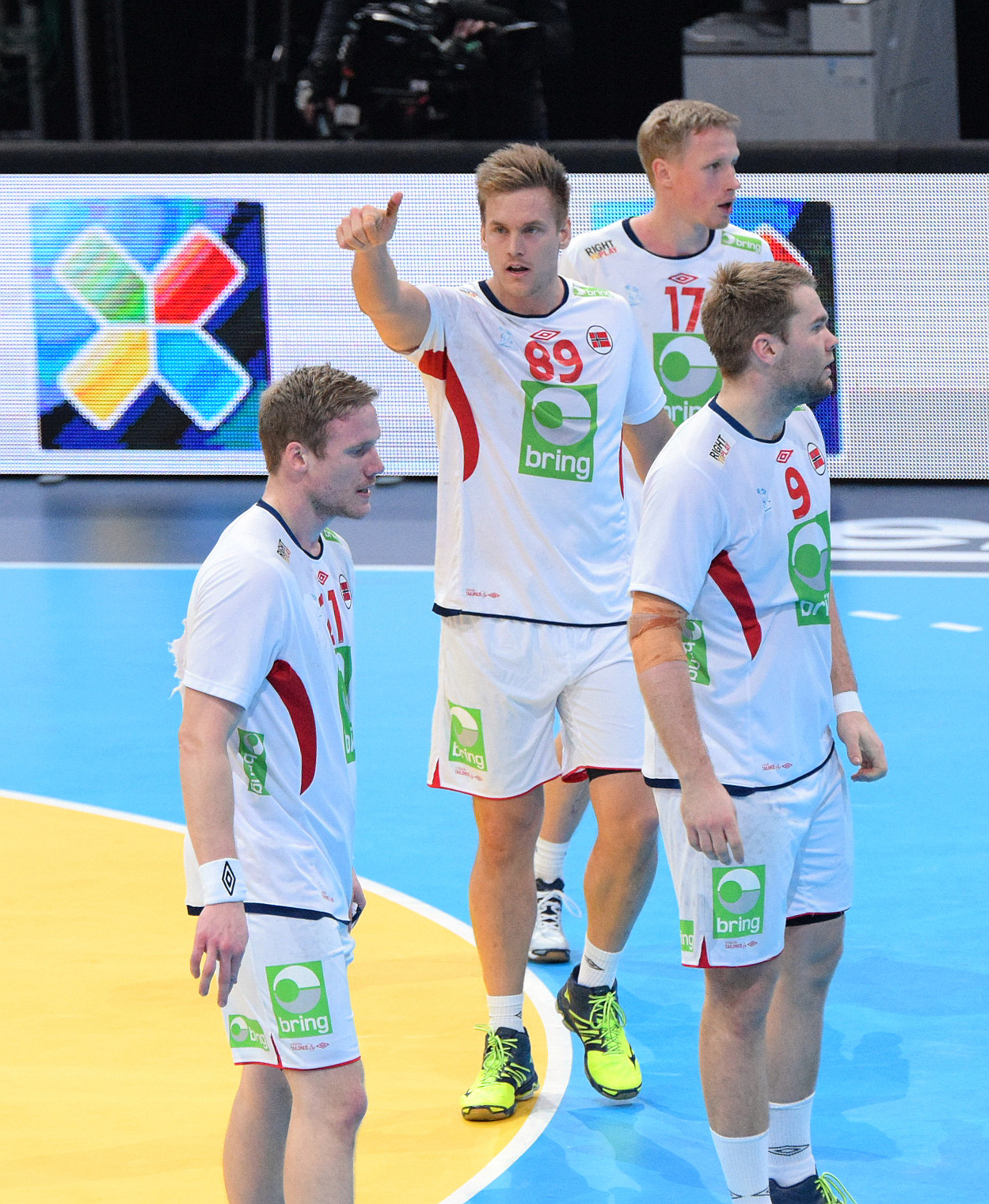

## روابط خارجية
- إسبن لاي هانسن على موقع الاتحاد الأوروبي لكرة اليد (الإنجليزية)
- إسبن لاي هانسن على موقع الاتحاد النرويجي لكرة اليد (النرويجية)